# Бечка радионица
Бечка радионица је производна заједница уметника која је основана 1903. у Бечу. То је била заједница која је укључивала уметнике који су радили у ликовној и примењеној уметности, архитекте и дизајнере који су радили у пољима керамике, сребра, моде, намештаја и графике. Сматра се пиониром модерног дизајна и њен утицај се нарочито може видети у ар деко и баухаус стилу. Рад радионице припада стилу Бечке сецесије. Почетком Првог светског рата радионица ће упасти у финансијске и друге потешкоће, углавном ће зависти од богатих патрона и добротвора. Биће затворена 1932. године.

## Оснивање
Фирма је еволуција организације под именом Сецесија, основане 1897. године у Бечу. Она је била алијанса уметника и дизајнера и од самог почетка велики фокус је стављен на примењене уметности. На изложби Сецесије 1900. године рукотворине сличних радионица су привукле пажњу младог Јозефа Хофмана и Коломана Мозера, те су почели да размишљају о оснивању сличне радионице. Овако се Хофман сећао оснивања радионице:
Једног поподнева, у вријеме ручка сви смо седели у кафићу Heinrichshof. Ото Вагнер, Коло Мозер, неки пријатељи и најважније Фриц Вaндорфер... Мозер и ја смо били заузети псујући на стање уметничке сцене у Бечу. Нама се чинило да је Беч у стању пропадања и труљења, док се свугде у Европи будила свест... Свугде осим Беча, радионице су основане са циљем да се стане на крај вечитој имитацији дугогодишњих стилова, у покушају да се пронађу нови облици прикладни за наше модерно доба. Тешко оптужујући ово досадно доба свим својим немогућностима, један од господина, који се управо вратио у Беч након што је боравио у Лондону и кога смо једва знали, споменуо је да не би коштало ни цену куће да се покуша нешто слично у Бечу.
Коначно, 1903. године Бечка радионица је почела са радом у три мале собе; ускоро се проширила у троспратну зграду са специјално дизајнираним просторима за металургију, кожарство, увезивање књига, обраду дрвета и лакирницу. Распон производних линија је укључивао; производе од коже, емајл, накит, разгледнице и керамику. Бечка радионица је чак имала и прозводњу шешира.

## Стил
Снажан утицај на Бечку сецесију и Бечку радионицу ће имати стил бидермајер. Лидери радионице ће га фаворизовати као преседан за слабо орнаментисан или неорнаментисан дизајн.
Са 14-ом изложбом бечке Сецесије почиње да израња уникатност неких уметника. Међу иноваторима је Јосиф Хофман чија љубав према геометријским облицима, а нарочито коцки је била добро позната. Сматрао је савршеном манифестацијом његовог концепта рама за коју је веровао да ће ујединити све аспекте живота, стварајући тоталну уметност. Толико је користио коцку у својим дизајниме у архитектури, намештају, текстилу и декоративним објектима да је добио надимак Quadratl (коцкица). Дизајн уметника Бечке радионица ће постати познат као Wiener-Werkstätte-Stil (стил Бечке радионице), а тај стил ће бити основа и први пример ар деко стила.
Важан цитат Хофмана и Мозера 1905. године илуструје њихове циљеве и водећу филозофију Бечке радионице:
Све док су наши градови, куће, собе, ормари, свакодневни уређаји, наша одећа, драгуљи, док наш језик и осећања не представљају дух нашег доба на чистији, једноставнији и лепши начин, остаћемо бескрајно назадни у односу на наше претке.
Лидери Бечке радионице ће напустити Сецесију као и неки уметници који су били уско повезани, али њихов рад се сматра делом стила бечке сецесије.